# Ophthalmis admiralitalis
Ophthalmis admiralitalis là một loài bướm đêm trong họ Noctuidae.